# Mare de Déu del Carme de l'Eixample
|  | No s'ha de confondre amb Església del Carme de Barcelona. |

La Mare de Déu del Carme de l'Eixample és una església situada a l'avinguda de la Diagonal i el carrer de Roger de Llúria de Barcelona, catalogada com a bé amb elements d'interès (categoria C).

## Descripció

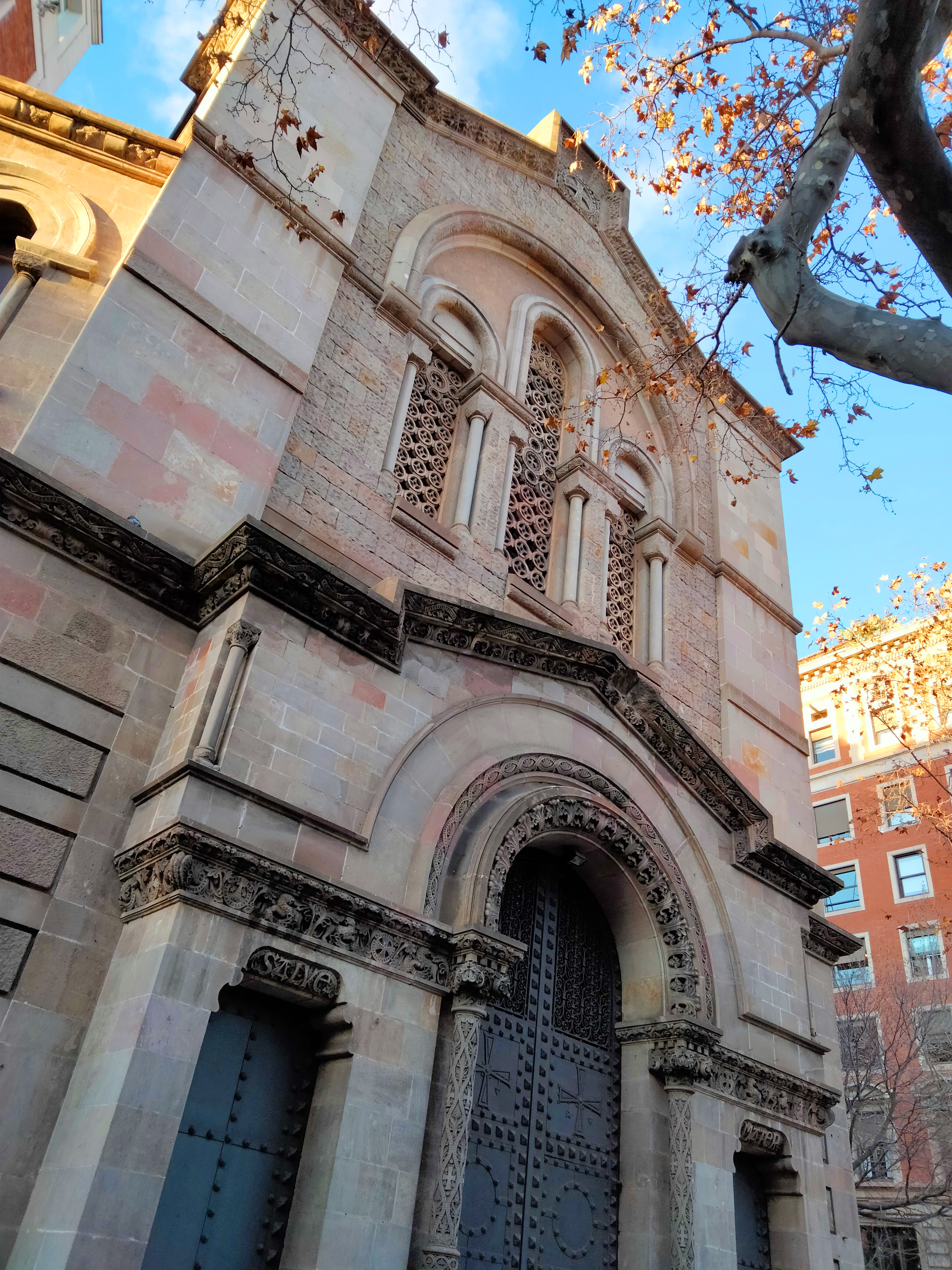
Portal de la Diagonal

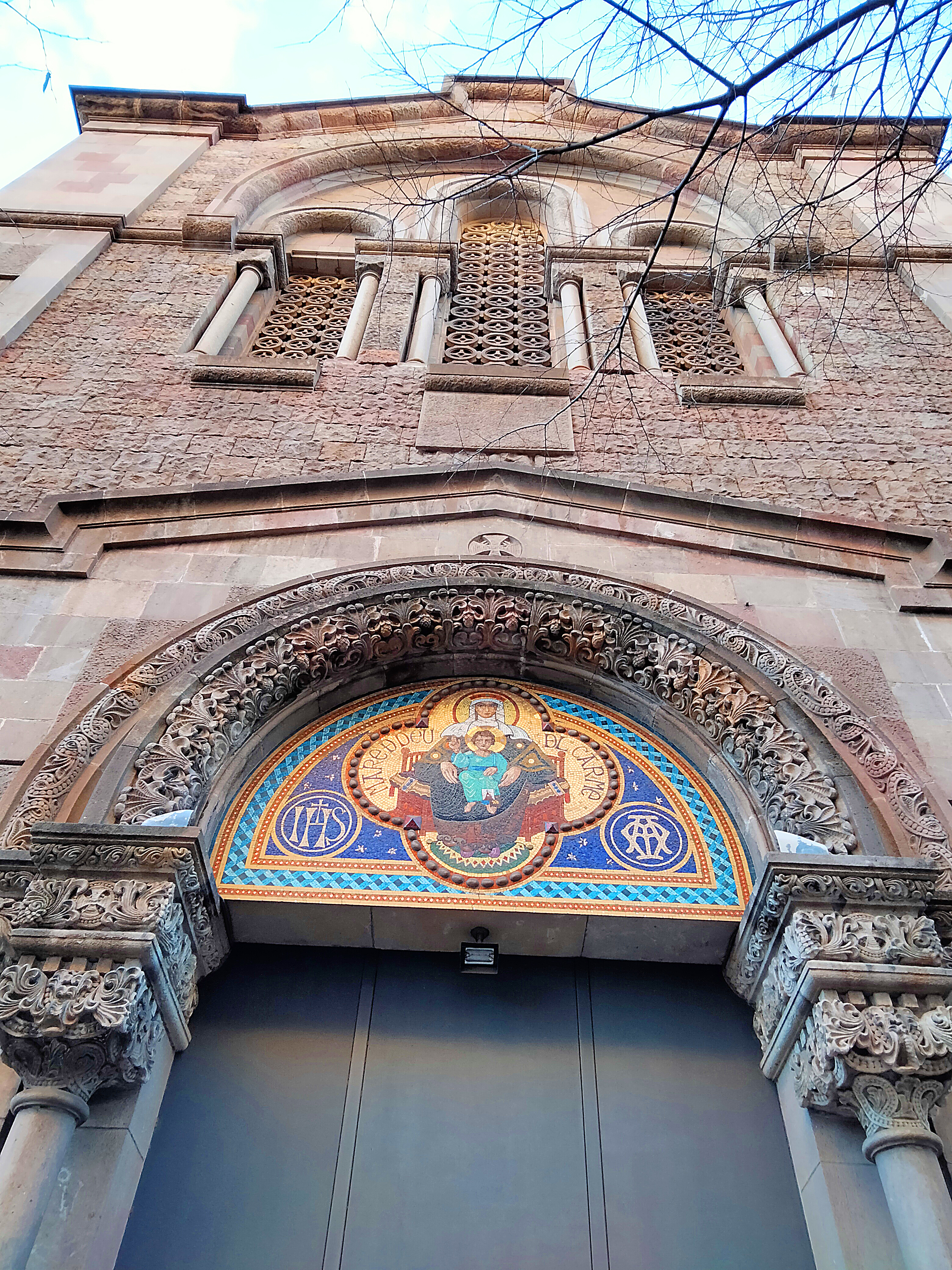
Portal de Roger de Llúria, amb el mosaic del timpà

L'edifici ocupa la cantonada del carrer Roger de Llúria amb l'avinguda Diagonal, amb dos façanes totalment visibles. La planta basilical de l'església està formada per una nau central de grans dimensions i dues naus laterals més reduïdes. El creuer està rematat per una gran cúpula.
L'església està resolta segons línies formals pròpies del bizantinisme si bé a la imatge exterior hi ha una certa ambigüitat, ja que s'incorporen altres elements medievalistes. A la façana enfrontada a l'avinguda Diagonal, al peu de l'església, es localitza l'accés principal amb un gran portal central i dos més petits als laterals. El portal central es presenta coronat amb arquivoltes de mig punt i emmarcat per dos columnes amb un fust molt ornat. També presenten decoració esculpida els capitells i la cornisa situada a la seva alçada. Tot aquest tram està avançat de la resta de la façana restant cobert per un entaulament a doble vessant. A la part superior hi ha una obertura triforada coberta per un arc de mig punt on cadascuna dels finestrals resultants es troba emmarcat per dues columnes. Aquests finestrals presenten una traceria de petits cercles tangents amb una creu interior. En canvi, a la façana situada al carrer Roger de Llúria, a l'alçada del transsepte, hi ha una única obertura d'accés lateral, amb una ornamentació i estructura compositiva molt similar. Destaca el mosaic policrom amb daurats situat al timpà que representa la Mare de Déu del Carme.
L'interior està presidit per les galeries laterals d'arcades amb pedra i per una cúpula gallonada amb petites finestres. És la decoració de l'interior on la inspiració romana d'Orient és més present, ja que els absis i murs estan profusament decorats amb pintures murals i mosaics de Lluis Bru.

## Història
El 1586, els Carmelites descalços van fundar el convent de Sant Josep a la Rambla, on actualment hi ha el Mercat de la Boqueria.
L'any 1626 es va construir un nou convent que va rebre el nom de Nostra Senyora de Gràcia i de Sant Josep, conegut popularment com el «els Josepets», suprimit per real ordre el 1821, durant el Trienni Liberal.
El 1906 es va restaurar la província carmelitada i es va encarregar el projecte de un nou convent a l'arquitecte Josep Domènech i Estapà, i essent col·locada la primera pedra el 25 de març del 1909. Aquest edifici es trobava al carrer Roger de Llúria, 151, al costat de l'església actual. Tenia la planta de forma quadrada amb un gran claustre interior amb arcades sostingudes per fines columnes. La decoració era de rajola catalana, mosaic i motllures ceràmiques, obra de Lluís Bru i Salelles. La façana, d'estil modernista, tenia adossada la torre campanar d'estil neomudéjar. Fou enderrocat l'any 1973 i la comunitat es va traslladar al nou convent edificat a l'altre costat de l'església, a la part de la Diagonal, inaugurat l'any 1957.
El 1910, un cop enllestit l'edifici del convent, es va començar la construcció de l'església, i el 13 de juliol de 1913 es col·locà la primera pedra. L'any 1917 hi va haver una aturada de les obres per la mort de l'arquitecte Josep Domènech i Estapà. Entre els anys 1919-1925 es van continuar les obres dirigides per l'arquitecte Josep Domènech i Mansana, i l'església s'inaugurà l'any 1921.
L'any 1992 s'hi va portar a terme una profunda restauració.